# Katalin Rozsnyói
Katalin Rozsnyói   (Budapest, 20 de novembre de 1942) és una piragüista d'aigües tranquil·les hongaresa, ja retirada, que va competir durant la dècada de 1960. Es casà amb el també piragüista László Fábián.
El 1968 va prendre part en els Jocs Olímpics d'Estiu de Ciutat de Mèxic, on guanyà la medalla de plata en la prova del K-2, 500 metres del programa de piragüisme. Formà parella amb Anna Pfeffer.
Una vegada retirada va exercir d'entrenadora, sent una de les més destacades a Hongria. Durant la dècada del 2000 fou nomenada sis vegades entrenadora de l'any pels membres de l'Associació Hongaresa de Periodistes Esportius. L'octubre del 2018 fou reconeguda la seva tasca com a entrenadora pel Comitè Olímpic Internacional.